# Jean Prouvé
Vous lisez un « bon article » labellisé en 2022.
Pour les articles homonymes, voir Prouvé.
Jean Prouvé, né le 8 avril 1901 dans le 14e arrondissement de Paris et mort le 23 mars 1984 à Nancy, est un architecte et designer français.
Ayant commencé sa carrière comme ferronnier d'art en suivant le mouvement artistique de l’École de Nancy, il délaisse progressivement le style Art nouveau pour s’engager, dans les années 1930, dans une voie plus expérimentale, avant-gardiste et moderne, qui utilise des matériaux nouveaux tels que l’acier inoxydable. Il est l’un des précurseurs des constructions en murs-rideaux avec la Maison du Peuple de Clichy. Après la Seconde Guerre mondiale, en lien avec le programme de reconstruction en France, il développe plusieurs concepts d’habitat préfabriqué, dont celui des maisons industrialisées à Meudon. À la suite de l’appel lancé par l’abbé Pierre, il conçoit également un prototype de maison à bas coût pour les démunis.
Relativement mal aimé de son vivant, Jean Prouvé bénéficie d’un regain d’intérêt post-mortem et devient l’un des designers français les plus cotés.

## Biographie

### Jeunesse et début de carrière
Jean Prouvé naît le 8 avril 1901 au sein d’une famille d’artistes nancéiens. Il est le fils du peintre et sculpteur Victor Prouvé et de la pianiste Marie Duhamel. Il a pour parrain Émile Gallé, maître verrier et le fondateur de l’École de Nancy. En 1916, les difficultés financières que rencontre sa famille le contraignent à abandonner ses études, pour entrer en apprentissage, d’abord chez le ferronnier Émile Robert à Enghien, puis chez Raymond Subes à Paris et enfin de 1919 à 1921 chez Georges-Adalbert Szabo,. Il se lie d’amitié avec André Fontaine. Cet intellectuel progressiste marquera le jeune Prouvé, comme l’avaient fait les artistes de l’École de Nancy, et il en retiendra un mot d’ordre essentiel : ne jamais copier.

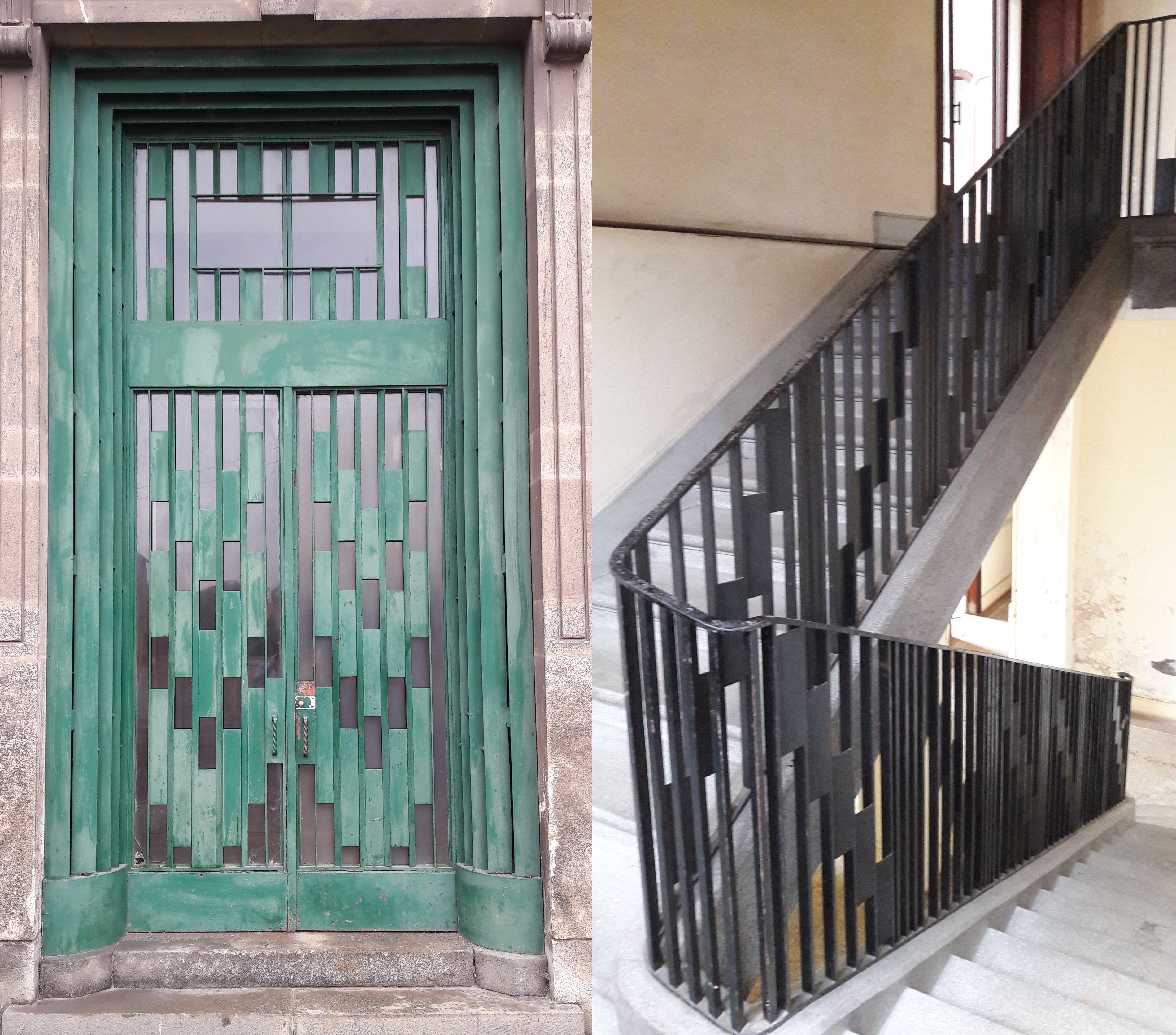
Porte d’entrée et rampe d’escalier de l’administration des anciennes cristalleries de Nancy, 1927-1928.

En 1924, après son service militaire, il épouse Madeleine Schott (1898-1990), une élève de son père à l’École des Beaux-Arts. Cette même année, il inaugure un petit atelier « Jean Prouvé, ferronnier d’art », au 35 rue du Général Custine à Nancy, grâce à un prêt de Saint-Just Péquart, un intime de la famille. Ses premières réalisations sont des ferronneries pour des édifices privés : hôtel Thiers de Nancy, devantures de magasins parisiens.
Petit à petit, il délaisse le style Art nouveau et expérimente des formes plus modernes et des matériaux nouveaux, tel l’acier inoxydable. Il conçoit dès cette première année sa « chaise inclinable » en toile et tôle d’acier pliée laquée. En 1927, il sollicite un entretien avec Robert Mallet-Stevens, qui se montre intéressé par son travail et lui commande une grille d’entrée pour l’hôtel particulier Reifenberg à Paris,. Par ailleurs, il l’introduit auprès de grands noms de l’architecture avant-gardiste et moderniste, comme Le Corbusier et Pierre Chareau. Mallet-Stevens sollicite à nouveau Jean Prouvé en 1928 pour réaliser les ferronneries escamotables de la chambre en plein air aménagée sur la terrasse de la Villa Noailles.

### De la ferronnerie traditionnelle au modernisme

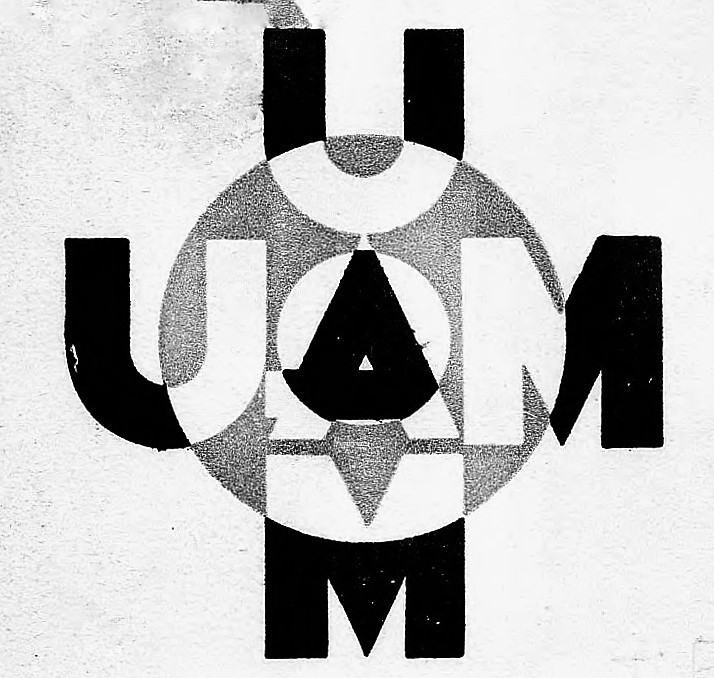
Sigle de l’UAM de 1930.

Jean Prouvé fait partie des membres fondateurs en 1929 de l’Union des artistes modernes . Ce mouvement d'avant-garde veut s’émanciper de la Société des artistes décorateurs, et organiser des événements indépendants qui défendent l’alliance entre l’art et la production industrielle. Présidée par Robert Mallet-Stevens, l’UAM est composée de pionniers des arts modernes tels René Herbst, Francis Jourdain, Gustave Miklos ou encore Charlotte Perriand. L'exposition de l'UAM en 1930 est l'occasion pour Jean Prouvé de présenter plusieurs de ses réalisations à l'état d'expérimentation,.

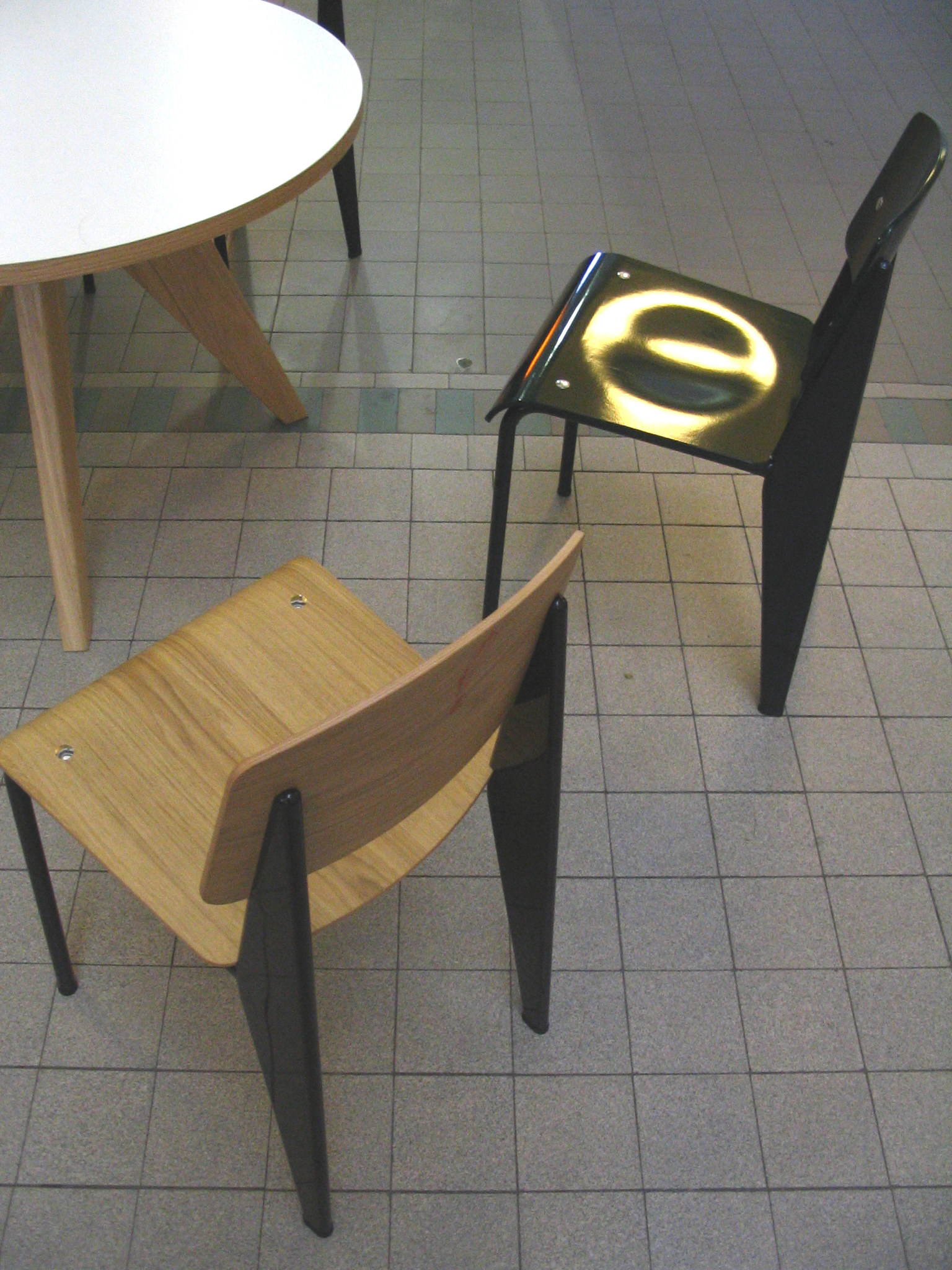
Chaise type « standard », 1934.

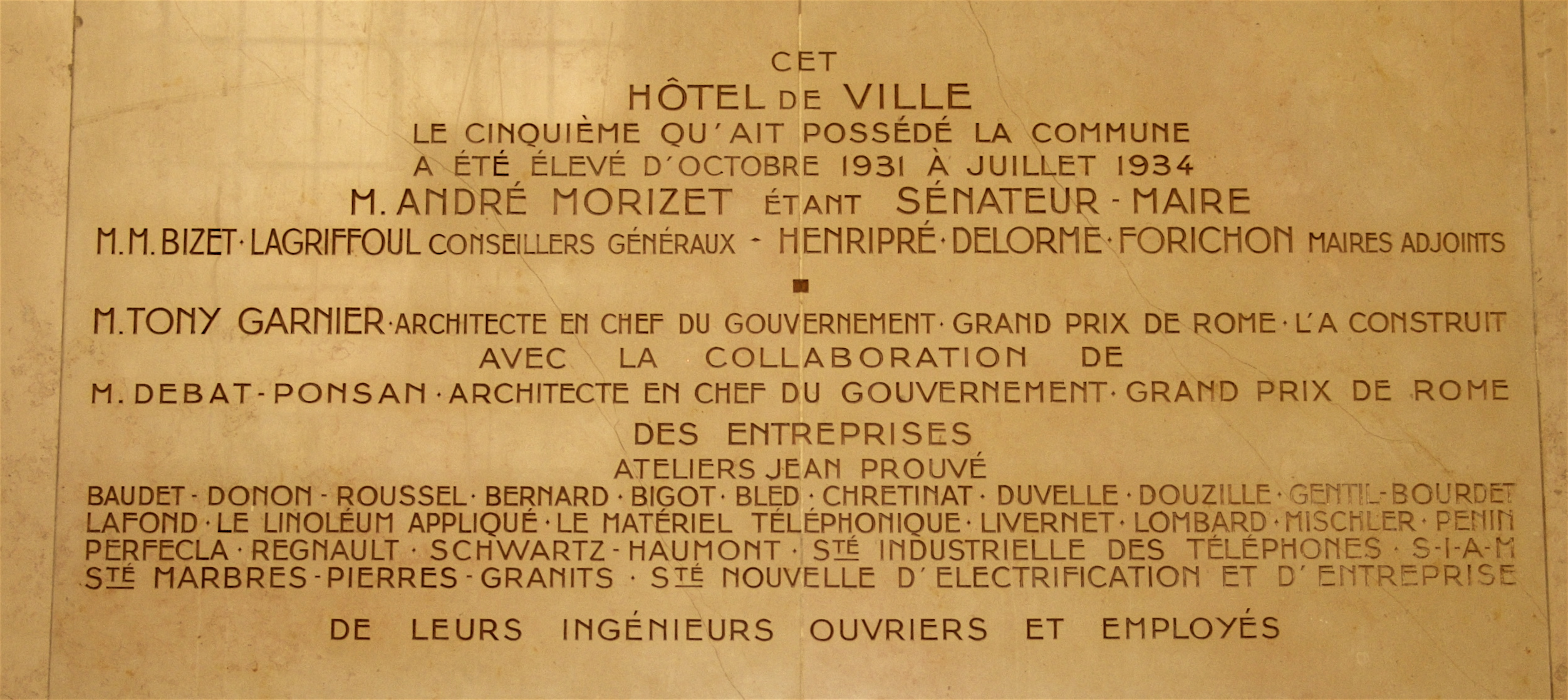
Cette plaque apposée dans le hall de l'hôtel de ville de Boulogne-Billancourt témoigne de la participation des ateliers Jean Prouvé à la réalisation du bâtiment.

Lors de l’Exposition internationale des arts décoratifs de 1925, il reçoit un diplôme d’honneur pour son mobilier utilitaire, modulaire et fabriqué selon des techniques avancées. Il met au point la technique du tube d’acier inoxydable aplati, qui garantit une grande résistance de la structure. Ce principe de fabrication se retrouve sur la majorité de ses créations de cette période. Plusieurs projets pour des établissements à vocation éducative lui permettent d’appliquer ces procédés novateurs. Durant les années 1930, après plusieurs prototypes, il conçoit de nombreux éléments de mobilier alliant métal et bois, mais combinant confort et économie de production ; ceux-ci restent, avant tout, destinés à une utilisation familiale. Pour les chaises, il utilise le principe de structure porteuse en tôle d’acier, technique qu’il développe depuis le milieu des années 1920. Il reçoit sa première commande de mobilier de l'industriel Louis Wittmann, afin de meubler son château de Rupt-sur-Moselle,. Le nombre des commandes augmentant, Jean Prouvé se voit obligé d'engager du personnel et d'investir dans de nouvelles machines. Il est alors contraint de transporter ses ateliers rue des Jardiniers ; il finit par renommer sa société en « SA des Ateliers Jean Prouvé » en 1931,. Il abandonne alors définitivement la ferronnerie traditionnelle, le marché domestique et se consacre au secteur des collectivités offrant des débouchés plus larges. Ainsi, les rampes, cloisons et porte d'entrée du nouvel hôtel de ville de Boulogne-Billancourt élevé de 1931 à 1934, dont l'architecte est Tony Garnier, sont réalisées dans les ateliers de Jean Prouvé . 
L'année de son déménagement, il est chargé de réaliser du mobilier pour la nouvelle résidence étudiante de la cité universitaire Monbois,. En 1934, il crée pour l’École des sciences politiques de Paris la chaise type « standard », un modèle capable de supporter de lourdes charges qui sera produit jusque dans les années 1950. Il connait un grand succès avec un autre projet de mobilier pour l’École nationale professionnelle de Metz en 1936 : il s’agit d’un pupitre scolaire à deux places reposant sur seulement quatre pieds. Ce modèle et ses variantes sont par la suite produits en grand nombre. Parmi les autres bâtiments dont il dessine le mobilier figure l’ensemble des sanatoriums du plateau d'Assy.

### Vers l’architecture

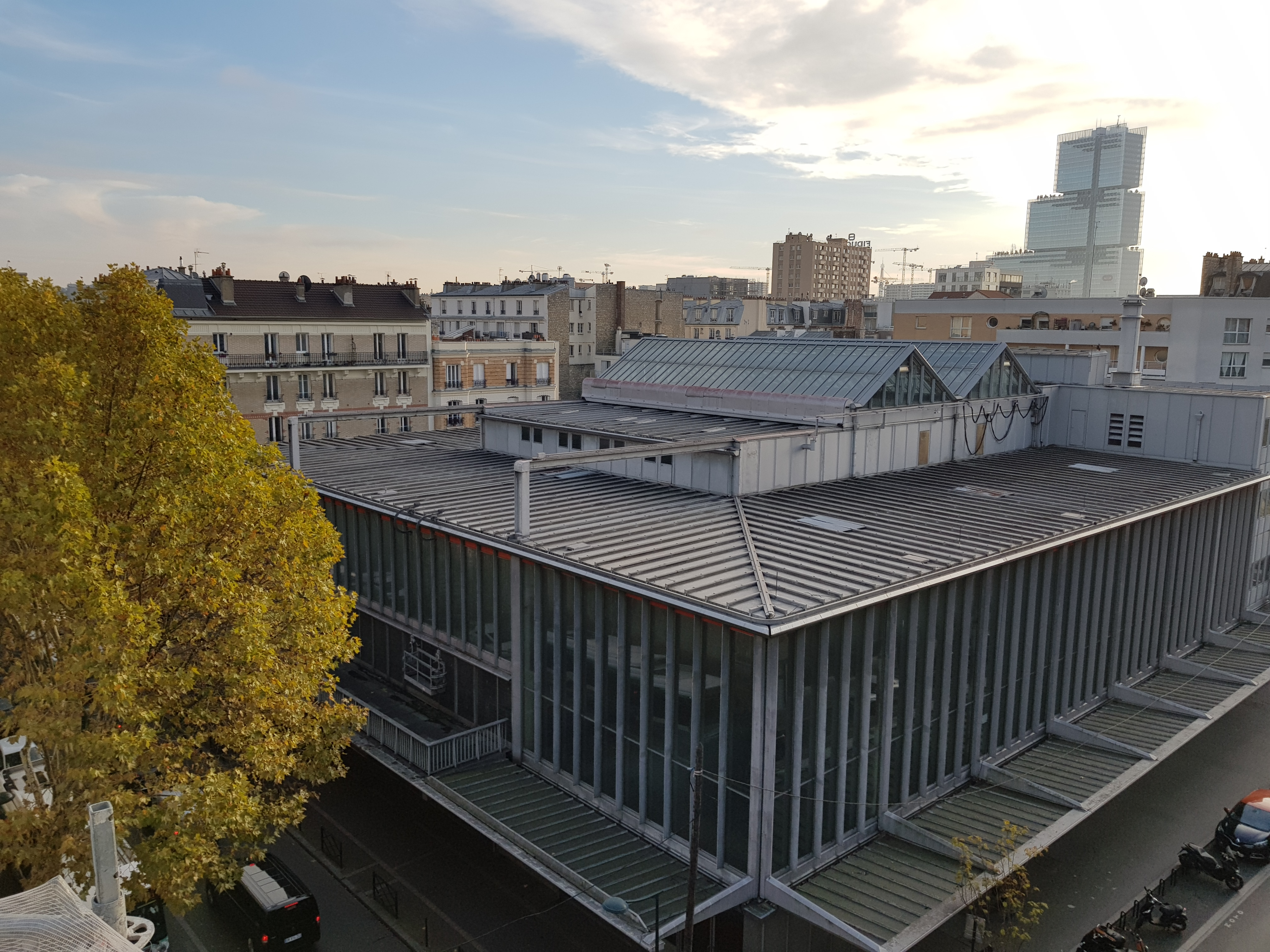
Maison du Peuple de Clichy, 1935.

À partir de 1935, Jean Prouvé apporte une contribution significative à différents projets architecturaux. Eugène Beaudouin et Marcel Lods le chargent de concevoir le bâtiment de l'aéroclub Roland-Garros à Buc. Il conçoit une structure préfabriquée avec une structure porteuse faite de tôle d'acier pliée assemblée par boulonnage. Après un rapide prototypage, le procédé est validé par Marcel Lods. Dans la continuité du projet de l'aéroclub, Jean Prouvé collabore à nouveau avec les deux architectes à la conception de la Maison du Peuple de Clichy, édifice devant intégrer un marché couvert, une salle des fêtes, une salle de conférence et de cinéma, ainsi que des bureaux. La solution qu'il propose est encore plus innovante puisque, sur un projet de structure relativement traditionnelle, il dissocie la façade : c'est là une des premières réalisations comportant un mur-rideau. Il imagine également les éléments secondaires (sanitaires, escaliers, portes et cloisons) en construction préfabriquée. Le bâtiment est salué comme une grande réussite tant par ses pairs que par le public.
À l'automne 1939, alors que la Seconde Guerre mondiale vient de débuter, le général Dumontier le charge de présenter un prototype de pavillon démontable pour abriter quatre à douze soldats, ce qu’il parvient à réaliser en une semaine. Convaincu, l’état-major du génie militaire lui commande trois cents pavillons, et les Ateliers Prouvé produisent en quelques mois plusieurs centaines de cellules juxtaposables de 4 × 4 m, qui peuvent être montées et démontées rapidement par deux hommes. Cependant, l'invasion de la France en mai 1940 marque la fin de la production de ces unités de logement,.
Pendant l'occupation allemande, les matériaux se font rares et il n'y a plus d'acier disponible, ce qui pousse Jean Prouvé à développer, dans le prolongement des essais sur les baraques militaires, le concept de bâtiment provisoire. Par ailleurs, ses Ateliers se diversifient en produisant notamment des carburateurs de camion, des poêles de chauffage et des cadres de bicyclette. Mais pendant cette période troublée, Jean Prouvé s'engage : il rejoint la Résistance, et plus tard il sera nommé maire de Nancy, de la Libération jusqu'aux élections municipales de 1945. Il est aussi délégué de l'Assemblée consultative provisoire.

### L'expérience de l'habitat industriel
En 1947, Jean Prouvé installe ses Ateliers sur un terrain plus grand à Maxéville, en banlieue de Nancy. Dès la fin de la guerre, Raoul Dautry, ministre de la Reconstruction, lui commande des maisons en série pouvant être produites rapidement, afin de faire face aux grands besoins de logement dans les régions bombardées. Jean Prouvé lance un programme de fabrication de maisons légères qu’il a conçues au début de la Seconde Guerre mondiale avec Pierre Jeanneret et Charlotte Perriand. Il a auparavant breveté ce système de construction dit « à portique ». Des versions 6 × 6 mètres et 6 × 9 mètres sont réalisées. Seule la moitié des huit cents logements prévus est réalisée.

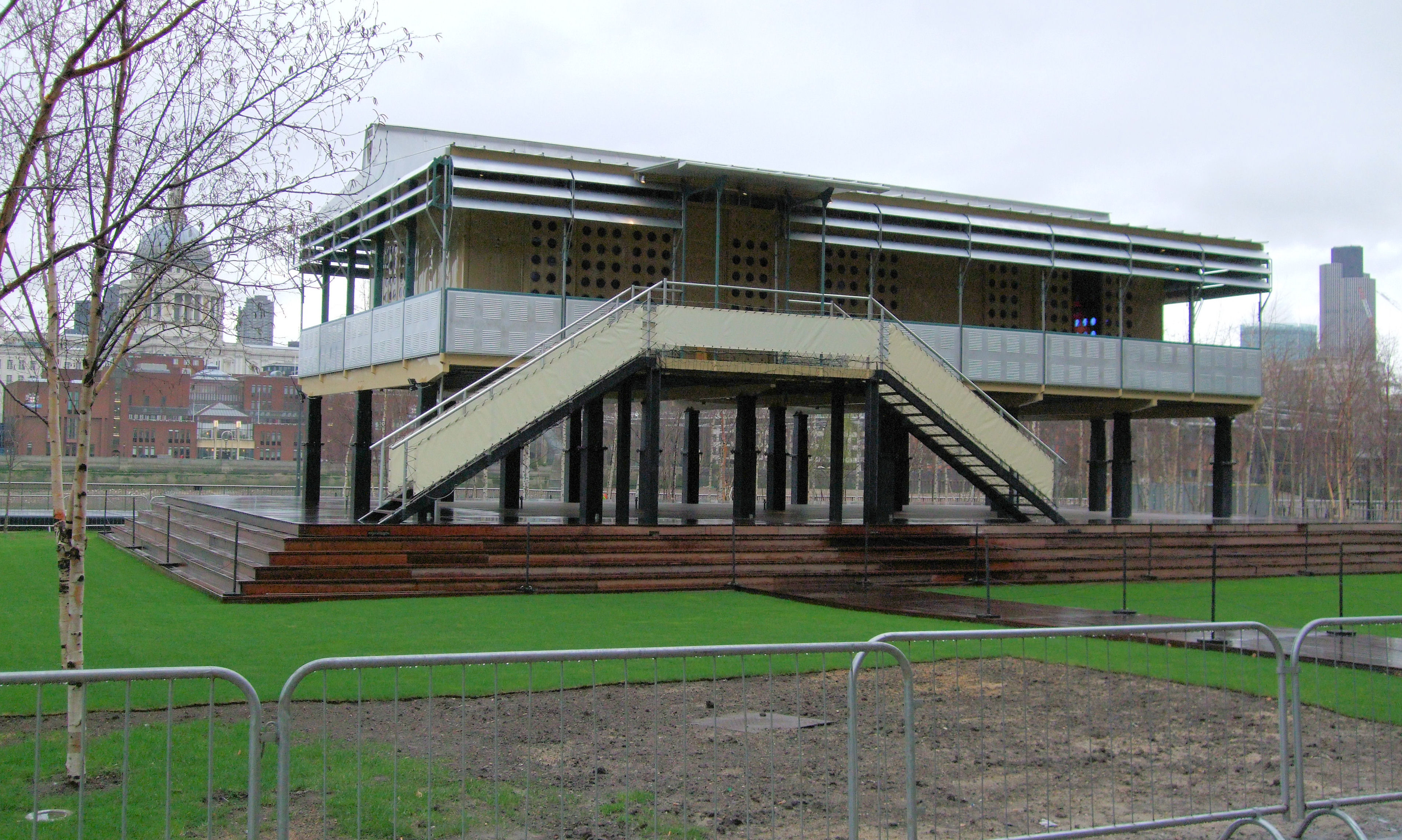
Maison dite « tropicale ». Tate Modern, Londres.

Il réutilise le principe de la structure à portique en 1949 pour concevoir la maison dite « tropicale », une habitation pour le directeur de l’université de Niamey au Niger. Ses dimensions sont de 6 × 12 mètres et les éléments sont transportables par avion-cargo avant d’être montés sur place. Deux maisons de ce modèle seront également assemblées à Brazzaville en 1951. Toujours en 1949, le successeur de R. Dautry au ministère de la Reconstruction, Eugène Claudius-Petit, visite les Ateliers de Jean Prouvé et passe une commande pour vingt-cinq maisons préfabriquées à Meudon. Mais, en raison de la hausse des coûts, seules dix unités de cette version — dite « métropole » — de la maison à portique sont montées sur le site. Les autres exemplaires sont assemblés à divers endroits en France et en Algérie.
En 1951, il réalise des sheds en aluminium pour l’imprimerie Mame à Tours (architecte Bernard Zehrfuss), ce qui constitue une première mondiale. Mais l’inflation, les frais de l’installation à Maxéville, l’importance des investissements nécessaires, ont déséquilibré la trésorerie des Ateliers Jean Prouvé, si bien que l’Aluminium français, suivi bientôt par la CEGÉDUR, entrent alors dans le capital. La situation se dégrade et, en 1952, les actionnaires lui interdisent l’accès aux Ateliers. Jean Prouvé démissionne en juin 1953 de la présidence de l’entreprise pour signifier son opposition aux nouvelles orientations prises par la direction. C’est une période difficile pour lui dont il gardera un très mauvais souvenir, allant jusqu’à dire plus tard : « Je suis mort en 1952. » L’Aluminium français lui commande néanmoins le pavillon du centenaire de l’Aluminium qui est monté en 1954 sur les quais de la Seine à Paris. Le bâtiment de 150 × 16 mètres, réalisé en vingt-et-un jours, « affiche les possibilités techniques et plastiques de l’aluminium. ».

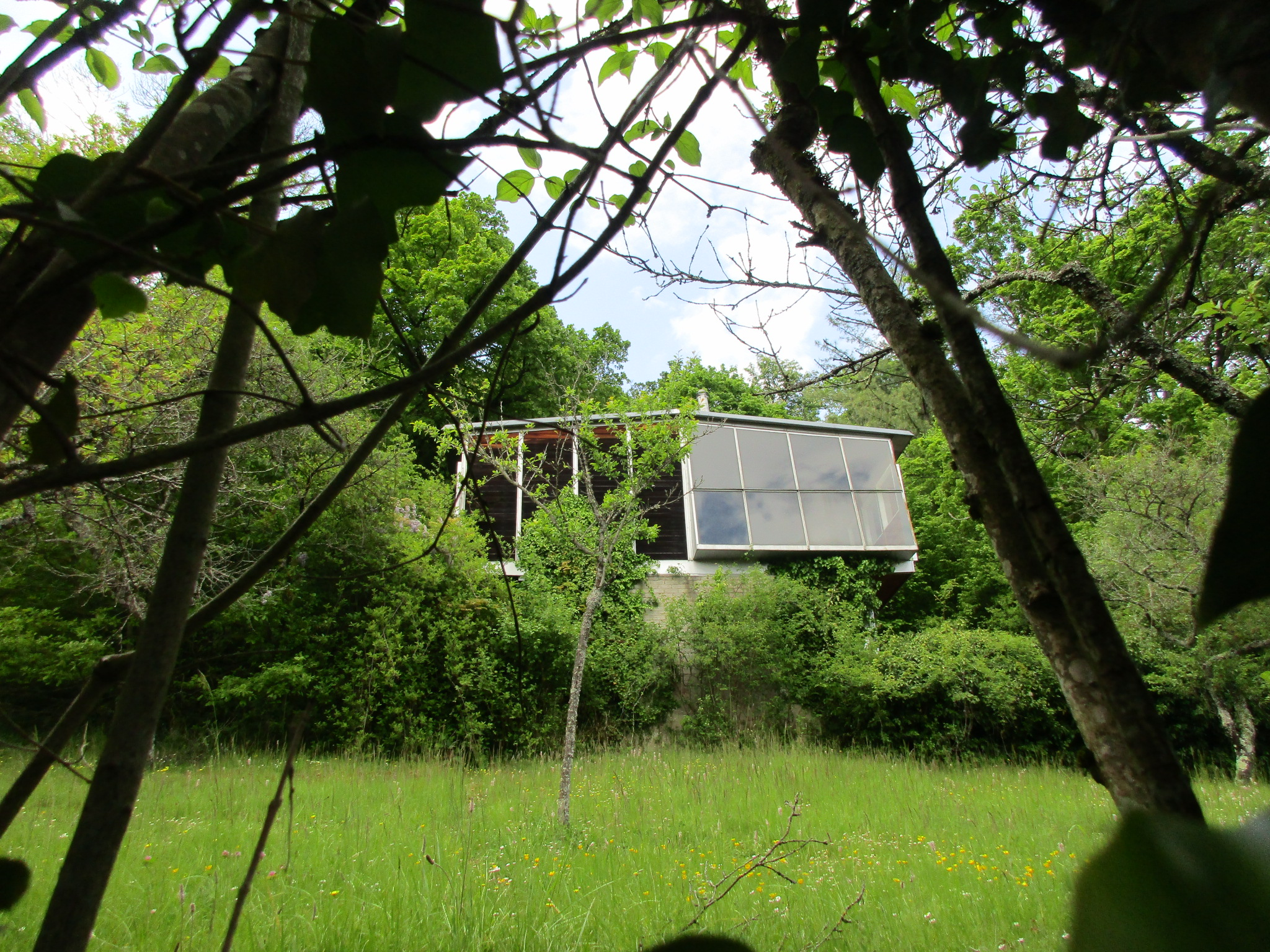
Maison familiale et bureau des ateliers de Jean Prouvé à Nancy, 1954.

En 1953, Jean Prouvé acquiert au 6 rue Augustin-Hacquard, sur le flanc de la colline dominant Nancy nord, un terrain bon marché très pentu et réputé inconstructible. L’année suivante, en quelques week-ends, aidé par quelques amis et ouvriers, Jean Prouvé y érige une maison légère, longue et étroite, sur un seul niveau. L’essentiel des éléments de la construction provient de ses anciens Ateliers. Outre la structure à portique, la construction emploie différentes pièces de ses précédents projets, tels les panneaux perforés des maisons tropicales. De son propre aveu, c’est une maison « un peu bricolée ».
En 1954, Jean Prouvé participe avec Charlotte Perriand à l'appel d'offres lancé pour l'ameublement de la résidence universitaire Monbois à Nancy et de la résidence universitaire Jean-Zay à Antony. Il obtient la commande de mobilier pour les salles communes, les restaurants et une partie des chambres. Ayant perdu l’espoir de retrouver ses Ateliers de Maxéville, Prouvé fonde avec l'architecte-écrivain Michel Bataille, le promoteur Jean-Claude Aron et l’architecte Serge Kétoff, la SARL « Les Constructions Jean Prouvé », rue de Louvois à Paris.
Une grande vague de froid frappe en cet hiver 1954, et l’abbé Pierre lance un appel à la solidarité afin de créer des logements pour les plus démunis. Il contacte lui-même Jean Prouvé pour développer une habitation d'urgence, bon marché, industrialisable et facile à monter. Le concept d'un tel pavillon avait été imaginé dès 1952 à Maxéville, en collaboration avec l'architecte stagiaire Maurice Silvy. Le soubassement en béton forme une cuvette. Au centre, un bloc central dit « monobloc » abrite cuisine, pièces d'eau et local technique,. Ce bloc préfabriqué en métal supporte une poutre en tôle pliée et forme l’ossature porteuse. L'enveloppe extérieure est constituée de panneaux sandwich en bois thermoformé, le toit étant, lui, réalisé à l’aide de bacs d'aluminium. C'est ainsi que Jean Prouvé réalise le prototype de la « Maison des Jours Meilleurs », monté en sept heures pour le salon des arts ménagers en février 1956 sur le quai Alexandre-III à Paris. Pourtant, malgré le plébiscite du public, la maison n'obtient pas l'agrément du Centre scientifique et technique du bâtiment si bien qu'elle restera à l'état de prototype. De cette maison, Le Corbusier dira : « Jean Prouvé a élevé sur le quai Alexandre-III la plus belle maison que je connaisse : le plus parfait moyen d'habitation, la plus étincelante chose construite. Et tout cela est en vrai, bâti, réalisé, conclusion d'une vie de recherches […] ».
Toutefois, ce principe de construction est réemployé un peu plus tard, au début des années 1960, pour des projets comme la maison de vacances que lui commande l'industriel Pierre Seynave à Grimaud, et la maison Gauthier à Saint-Dié,.

### Grands projets architecturaux et enseignement
En 1957, la CIMT, avec laquelle Jean Prouvé a travaillé sur le prototype de la Maison des Jours Meilleurs, l'engage comme responsable du département « bâtiment ». Il réalise alors la structure de la nouvelle buvette de la source Cachat à Évian avec l'architecte Maurice Novarina, et les bâtiments provisoires de l'école de Villejuif, avec le concours de l'ingénieur Serge Ketoff. Ces deux projets comportent un nouveau système de toiture supportée par des poteaux « béquilles » en forme d'Y pour le premier et en forme de T pour le second,.

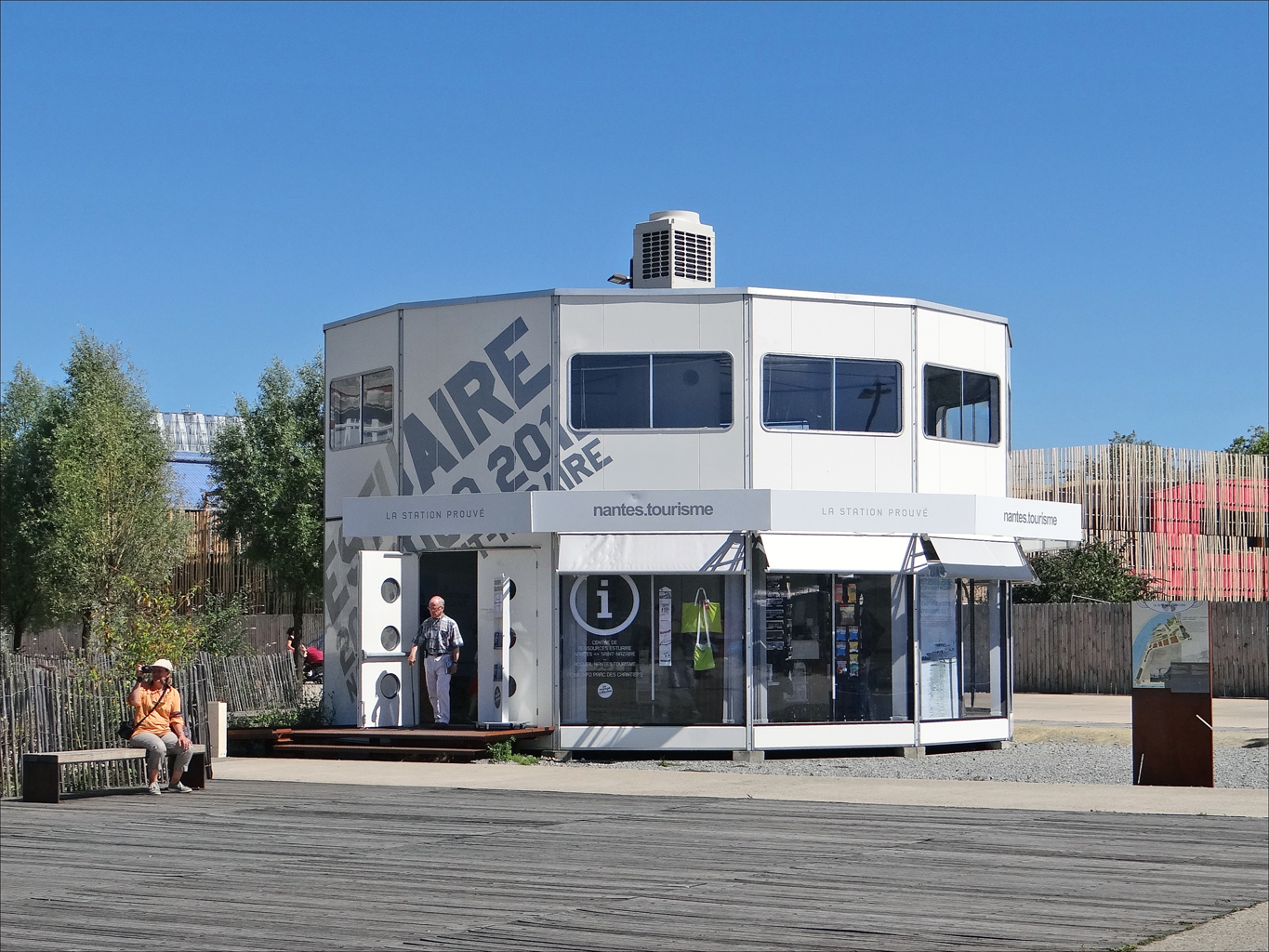
Une ancienne station Total déplaçable (fin des années 1960) remontée à Nantes.

Entre 1957 et 1970, Prouvé occupe la chaire d’Arts appliqués du Conservatoire national des arts et métiers à Paris. Intéressé depuis toujours par la pédagogie, il met en place un enseignement qui illustre son approche industrielle de la construction, en s’appuyant sur l’analyse d’« objets techniques », de l’automobile à la construction, souvent à partir de ses propres expériences. C’est aussi pour lui l’occasion de formuler ses préoccupations concernant l’intégration du bâti à l’environnement. En tant que professeur du CNAM, Jean Prouvé se consacre à l’expérimentation de nouvelles matières (stations-services cylindriques Total, développées à partir d’une maison d’habitation conçue en Ariège par Serge Binotto, l’un de ses collaborateurs) ou de composants (panneaux de façade de l’université de Lyon-Bron). Il se consacre également à plusieurs projets trop audacieux pour être réalisés, mais qui apportent à son œuvre une dimension urbanistique : siège du ministère de l’Éducation nationale, avec Joseph Belmont et Jean Swetchine, 1970 ; station d’Arc 2000, avec Reiko Hayama et Serge Binotto, 1970.

Hôtel de ville de Grenoble, 1967.

Au début des années 1960, Prouvé conçoit en collaboration avec l'ingénieur Léon Pétroff deux importants systèmes de construction : la « toiture réticulaire à surface variable » qui s'adapte à tous les types de constructions, et le « tabouret », procédé mettant en œuvre deux seuls éléments : un poteau et une poutre pour l'Alpexpo 1968 à Grenoble.
Jean Prouvé collabore avec quatre architectes et trois ingénieurs pour concevoir les structures en aluminium du Musée-Maison de la culture du Havre inauguré le 24 juin 1961 par le ministre des Affaires culturelles André Malraux.
Il met au point des systèmes de façades légères qui bénéficient de ses recherches antérieures et dont l'élément déterminant est le profil raidisseur. Il conçoit un profil amélioré par rapport aux standards en vigueur grâce aux techniques de fabrication de pointe (emboutissage, extrusion) et à une qualité d'exécution qui résout les problèmes de finition et d'isolation. Accompagnant l'architecte Henri Vicariot, il crée avec ce système la façade de verre de l'aérogare d'Orly-Sud en 1959,. Des variantes et adaptations de ce principe sont utilisées avec son concours pour l'hôtel de ville de Grenoble réalisé par Maurice Novarina en 1966, ou pour la faculté de médecine de Rotterdam par Choisy architecte en 1967,.

### Un bureau d'études indépendant
En 1966, quittant la CIMT, Jean Prouvé ouvre à Paris un petit bureau d'études indépendant d'ingénierie-conseil où s'élaborent des projets qui feront date, et qui démontrent la constante évolution et le remarquable esprit d'adaptation de ce constructeur. Il collabore avec des architectes pour des bâtiments qui portent la marque de son intervention, à l'image de l'extension de l'université libre de Berlin (avec l'agence parisienne Candilis, Josic et Woods), et de la tour Nobel à Paris-La Défense (avec Jean de Mailly et Jacques Depussé) achevée en 1969.
Il participe également à la conception du Centre des nouvelles industries et technologies, du bâtiment V (Miollis) de l’UNESCO Paris avec Bernard Zehrfuss en 1969 ainsi que du siège du Parti communiste français à Paris avec Oscar Niemeyer en 1971.

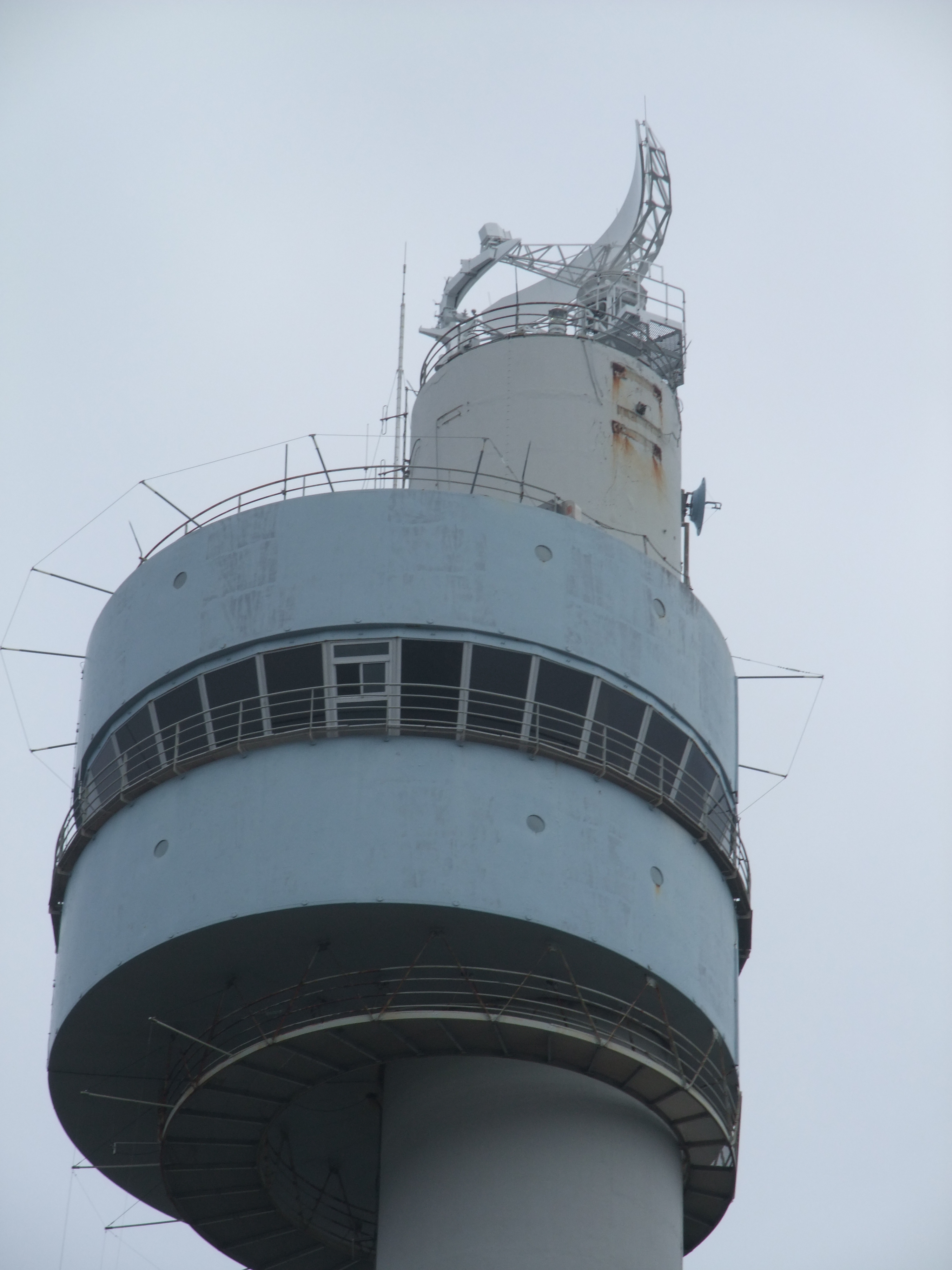
Sommet de la Tour radar du Stiff à Ouessant, 1978.

C'est aussi le moment d'une reconnaissance internationale et de belles réussites, en particulier techniques, par exemple la structure du Palais omnisports de Paris-Bercy (Michel Andrault et Pierre Parat architectes, 1978) ou la tour-radar d'Ouessant (Jacquin architecte, 1981). En 1971 il est nommé président du jury international pour le concours du Centre national d'art et de culture voulu par le président Georges Pompidou. Il impose le projet de Renzo Piano et Richard Rogers qui reprennent des principes chers à Jean Prouvé : structure en acier plié, façade-rideau en panneaux modulaires, mise en évidence des principes constructifs, flexibilité des espaces intérieurs. Le choix avant-gardiste du jury, ajouté au fait que Jean Prouvé n'est pas diplômé d'architecture, soulève une controverse.
Il préside le Cercle d'études architecturales de 1971 à 1977. En 1982, Jean Prouvé et Charlotte Perriand deviennent parrains de la nouvelle École nationale supérieure de création industrielle consacrée aux études supérieures en design.

### Mort
Jean Prouvé meurt à 82 ans, le 23 mars 1984, à Nancy. Il est inhumé au cimetière de Préville, situé dans la même ville.

## Distinctions

### Prix
- 1952 : Grand prix du Cercle d'études architecturales (avec les architectes Raymond Gravereaux et Raymond Lopez) pour la réalisation des façades et des cloisons du siège de la Fédération nationale du bâtiment à Paris[77],[31].
- 1963 : Prix Auguste-Perret, décerné par l'Union internationale des architectes[37].
- 1981 : Prix Érasme, décerné par la fondation Praemium Erasmianum[31].

### Distinctions
- 1950 : Chevalier de la Légion d'honneur pour ses activités dans la Résistance[5].
- 1981 : Commandeur de la Légion d'honneur[5].

## Expositions et postérité

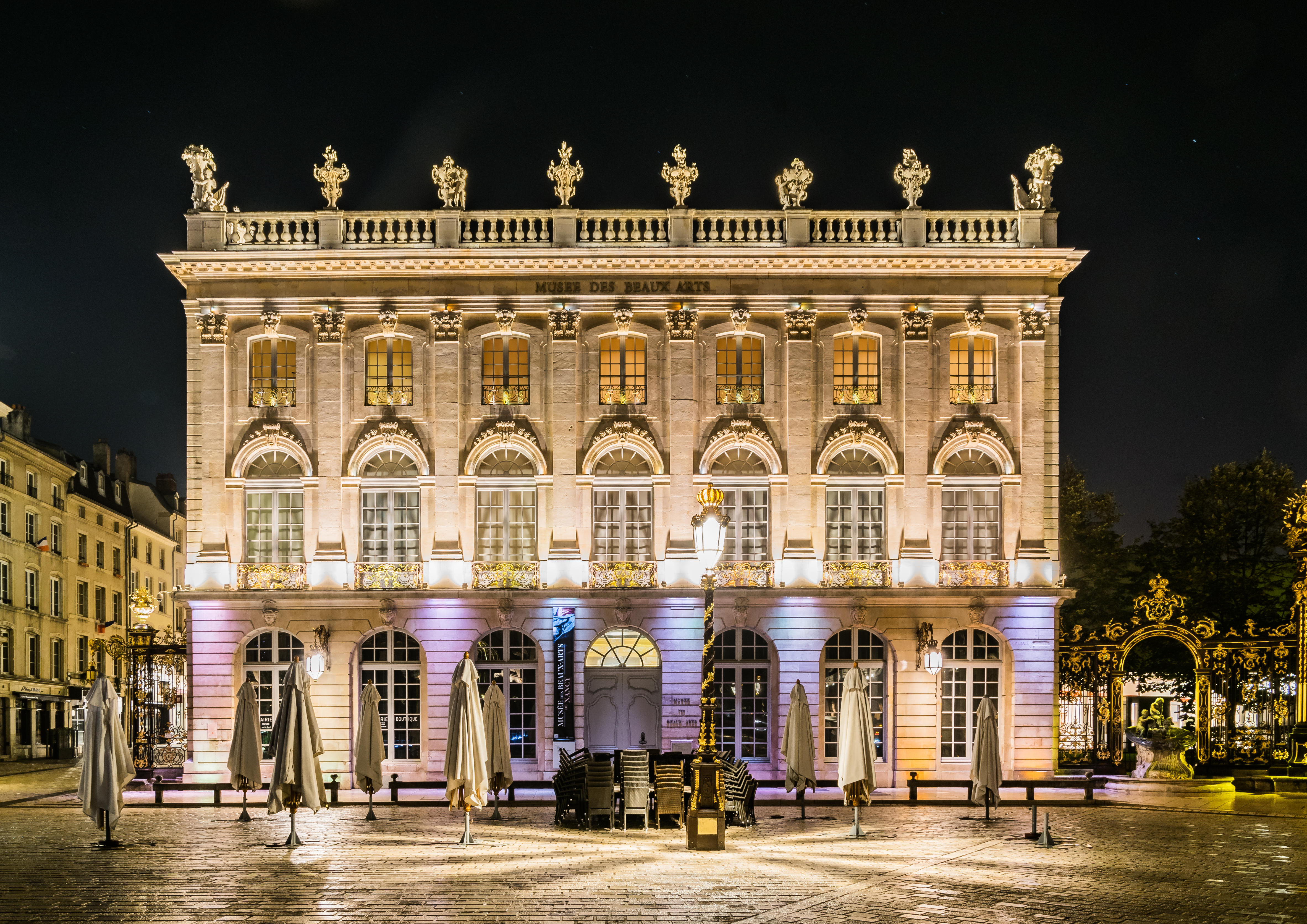
Le musée des beaux-arts de Nancy, où des œuvres de Jean Prouvé sont exposées.

En 1964 se tient une grande rétrospective de l'œuvre de Jean Prouvé au Musée des Arts décoratifs de Paris. Sept ans plus tard, en 1971, c'est au tour de la ville de Genève d'accueillir une exposition récapitulative de son travail. En 1981, à l'occasion du prix Érasme, une exposition sur Jean Prouvé est organisée au Musée Boijmans à Rotterdam. L'année suivante, ce dernier est lauréat du Grand Prix d'architecture de la Ville de Paris.
Dès 1983, Alan Grizot collectionneur et marchand d'art, pionnier et re-découvreur des maîtres du design français de l'après guerre, révèle dans sa galerie parisienne son travail. Peu après le décès de Jean Prouvé, il organise à New York, le 10 mai 1985, avec le marchand d'art américain Antony De Lorenzo, la première exposition consacrant le mobilier créé par l'artiste : « Jean Prouvé / Serge Mouille Deux maîtres du métal ». 
Les expositions posthumes à son sujet se multiplient. En 2010, Gagosian Gallery organise dans son espace parisien, en collaboration avec la Galerie Patrick Seguin, l'exposition Jean Prouvé Architecture, qui présente plusieurs éléments architecturaux conçus par Jean Prouvé. En 2012, l'œuvre de Prouvé est commémorée à Nancy ; d'une part au Musée de l'École de Nancy qui retrace son parcours et analyse son influence sur la ville pendant et après la Seconde Guerre mondiale ; d'autre part au Musée des Beaux-Arts de Nancy avec l'installation d'une des « Maisons tropicales » préfabriquées qu'il avait conçues pour l'Afrique. En 2013, Gagosian Gallery et la Galerie Patrick Seguin s'associent une nouvelle fois et organisent l'exposition Calder | Prouvé. D'abord présentée dans l'espace de Gagosian Gallery au Bourget, l'exposition itinérante est ensuite montée à la Galerie Patrick Seguin à Paris. En 2016, la Contemporary Art Foundation (d) de Tokyo et la Galerie Patrick Seguin conçoivent l'exposition Jean Prouvé the constructor, qui s'installe à l'Ambassade de France au Japon, située à Tokyo. En 2018, la fondation Luma Arles présente Jean Prouvé, Architecte des jours meilleurs. L'exposition, réalisée en collaboration avec la Galerie Patrick Seguin, présente le plus grand nombre de systèmes de construction démontables de Prouvé jamais rassemblés en un même lieu.
L’œuvre de Jean Prouvé est souvent présentée dans le cadre d'expositions d'envergure en France et à l'étranger. En 2008, l'exposition Home Delivery:  Fabricating the Modern Dwelling organisée par le MoMa de New York, replace l'œuvre de Prouvé parmi celles d'autres architectes éminents du XXe siècle. Dix-ans plus tard, en 2018, le Centre Pompidou Paris présente Une aventure moderne : une rétrospective qui rappelle la place occupée par Prouvé dans le mouvement français d'avant garde fondé en 1929.
L'œuvre de Jean Prouvé fait également partie de collections privées et publiques dans le monde entier, dont le Centre Pompidou de Paris et le Museum of Modern Art de New York. Des galeries permanentes consacrées à l'œuvre de Jean Prouvé sont installées au Musée des Beaux-Arts de Nancy et au Musée de l'Histoire du fer à Jarville-la-Malgrange près de Nancy.
La marque G-Star, en collaboration avec Vitra, produit en 2012 une édition limitée dans une version légèrement remaniée du « lit Flavigny », dessiné par Jean Prouvé en 1945.

## Principales réalisations architecturales

Centre de loisirs Gérard-Philipe à Orly, 1969.

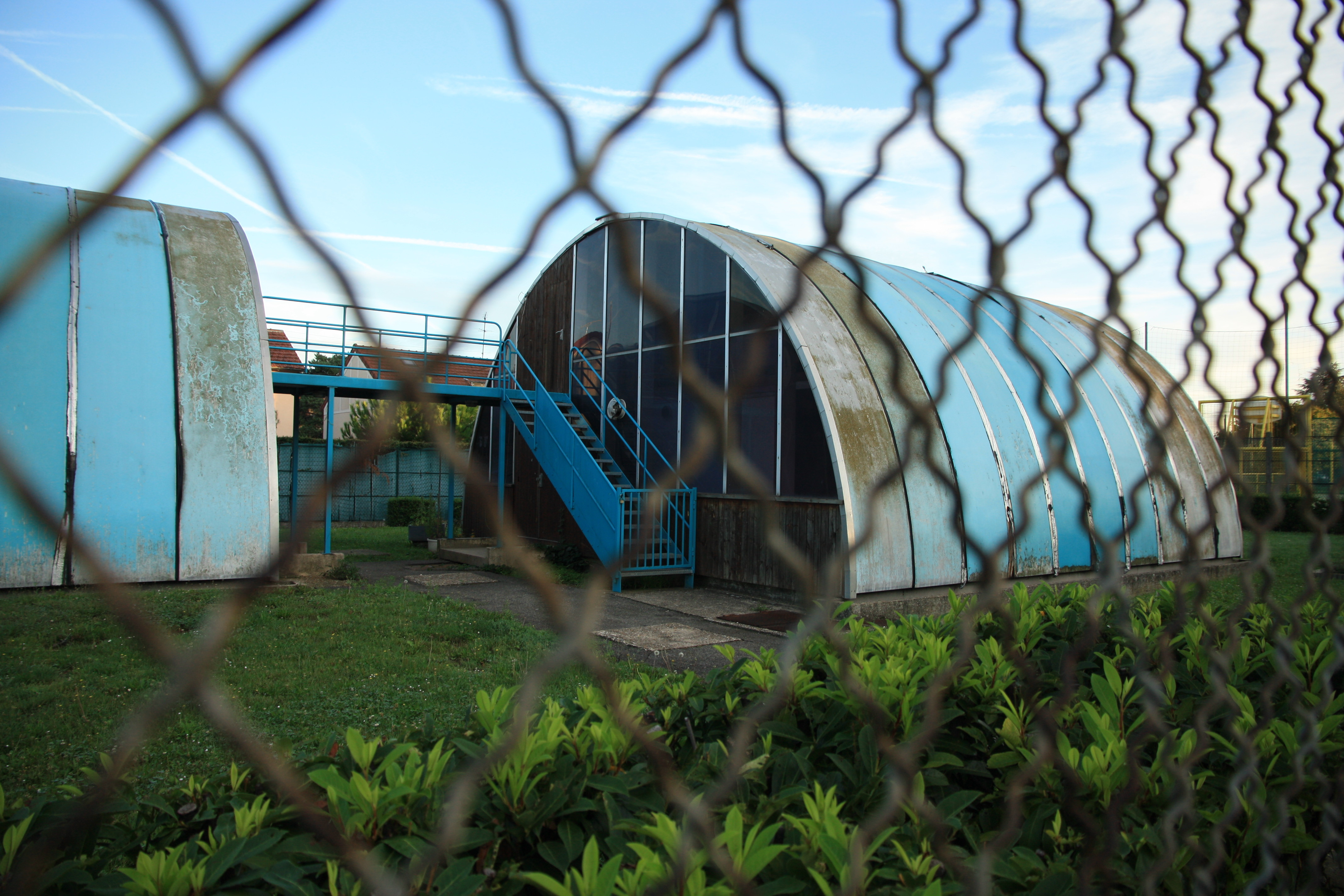
Club des Espérances, Ermont, 1967.

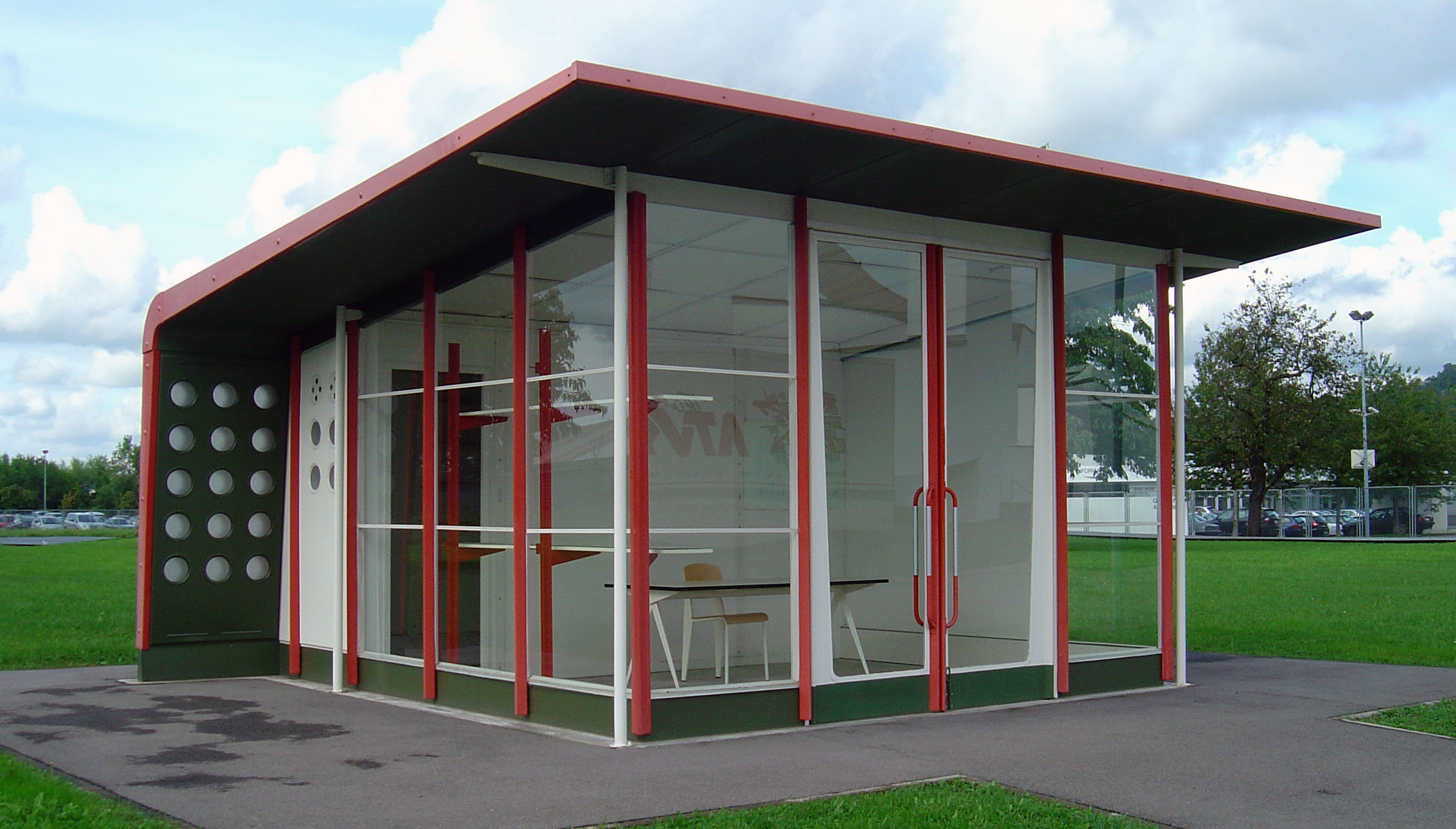
Station service par Jean Prouvé au Vitra Design Museum. Vers 1953.

- 1926-1927 : Porte d'entrée et grille de l'hôtel Martel à Paris, Robert Mallet-Stevens architecte.
- 1927-1928 : Porte d'entrée et rampe d'escalier de l'administration des anciennes Cristalleries de Nancy.
- 1931 : Grilles d'entrée du palais de la Porte-Dorée avec des motifs dits « en pointe de diamant » dorés à l'or fin.
- 1932 : Garage Citroën de Lyon (participation).
- 1935-1939 : Maison du Peuple de Clichy.
- 1935-1936 : Pavillon de l'aéroclub Roland-Garros de Buc.
- 1950 : Maisons industrialisées à Meudon, labellisées « Patrimoine du XXe siècle »[85].
- 1951 : École primaire de Vantoux près de Metz[86], architectes Henri Prouvé avec Jean Prouvé transformée en galerie d’art contemporain en 2024[87].
- 1951 : Palais des expositions de Lille en 1951 (rénovation) - Détruit en 1993.
- 1952 : Deux pavillons type « Métropole » à Tourcoing[88],[89].
- 1953-1954 : Façade en aluminium de la caserne des pompiers de la Benauge à Bordeaux.
- 1954 : Imprimerie Mame à Tours (sheds)[90], Grand prix d’architecture industrielle.
- 1954 : Immeuble d’habitation, square Mozart dans le 16e arrondissement de Paris, en collaboration avec Lionel Mirabaud, avec des éléments préfabriqués en acier[91].
- 1954-1955 : Maison de Jean Prouvé à Nancy.
- 1956-1958 : Centre des nouvelles industries et technologies (CNIT) dans le quartier de La Défense à Puteaux, en collaboration avec Nicolas Esquillan, Jean de Mailly, Robert Camelot et Bernard Zehrfuss.
- 1956 : Maison des Jours Meilleurs, dite « de l’Abbé Pierre » à Paris.
- 1956 : Nouvelle buvette de la source Cachat à Évian[92].
- 1957 : Structure préfabriquée à usage provisoire pour une école de Villejuif[Note 8],[93].
- 1961-1962 : Maison Seynave, à Grimaud. Inscription au titre des monuments historiques par arrêté du 16 décembre 1993[94].
- 1962 : Maison du Docteur Gauthier à Saint-Dié-des-Vosges. Elle fait l’objet d’un classement au titre des monuments historiques depuis le 29 mars 2005[95].
- 1967 : Club des Espérances à Ermont[96].
- 1967 : Hall du Villagexpo à Saint-Michel-sur-Orge.
- 1967 : Hôtel de ville de Grenoble.
- 1967 : Alpexpo à Grenoble.
- 1967 : Ambassade du Japon, 31 rue du Faubourg-Saint-Honoré à Paris.
- 1969 : Centre de loisirs Gérard-Philipe à Orly avec Jean Deroche.
- 1967-1969 : Tour Nobel du quartier de La Défense à Puteaux[70].
- 1970-1976 : Bureaux de la SETEC international à Vitrolles (Bouches-du-Rhône) avec Léon Petroff, labellisés « Patrimoine du XXe siècle » depuis 2012[97].
- 1971 : Façade rideau en verre et acier du siège du Parti communiste français[98].
- 1979-1987 : Palais omnisports de Paris-Bercy, 12e arrondissement de Paris.

## Sa cote
La cote de l'architecte designer est relativement élevée depuis sa mort. Tant les constructions que les meubles qu'il a conçus atteignent des sommes importantes lors de ventes aux enchères. Ses réalisations en tôle pliée – bibliothèques, fauteuils, chaises, lits Antony, bureaux et tables Compas, tables de réfectoire – figurent aujourd'hui parmi les meubles les plus cotés du XXe siècle.
En 2007, un des exemplaires de la série des « maisons tropicales » (celle construite en aluminium et acier en 1951 à Brazzaville, Congo) est démonté, restauré et remonté à Londres par Éric Touchaleaume : la maison est adjugée aux enchères chez Christie's pour 4,97 millions de dollars à l'homme d'affaires new-yorkais André Balazs (en). Une autre est acquise par Robert Rubin ; il va d'abord l'exposer avant de la léguer au Centre Pompidou qui l'installe au cinquième étage du musée. Miuccia Prada, créatrice de mode italienne, et l'artiste Richard Prince possèdent également un modèle de maison préfabriquée conçue par Jean Prouvé.
Plusieurs pavillons de station-service conçus pour Total en 1970 ont trouvé preneur lors de ventes aux enchères. Un exemplaire est acquis pour 90 000 euros en octobre 2008 lors d'une vente aux enchères publiques à Niort, un autre en 2014 à Nancy pour la somme de 36 000 euros.
Dans les années 1960, le grand couturier Azzedine Alaïa est logé à Paris dans une chambre de bonne. Simone Zehrfuss, la femme de l'architecte Bernard Zehrfuss aménage l'endroit avec du mobilier de Jean Prouvé, étant amie avec ce dernier. Cette proximité entre Zehrfuss et Prouvé donne l'occasion à Alaïa de le rencontrer. À propos de cette chambre, Alaïa explique a posteriori qu'« elle était entièrement meublée par Jean Prouvé. Je trouvais ces meubles beaux, mais je ne connaissais pas le design à l'époque et je n'avais pas d'argent. Et puis ces amis m'ont offert un lit de Prouvé ». Dès le succès de ses premières collections de mode dans les années 1980, le couturier tunisien se met à acquérir de multiples objets de design, dont des meubles de Prouvé. Il est l'un des premiers à s'intéresser au designer français. Une vingtaine d'années plus tard, il achète une station service de Prouvé pour en faire sa chambre à coucher,. Par la suite, du mobilier de Prouvé est présent dans le petit hôtel que possède le couturier, ou au sein de sa fondation,.
Lors d'une vente à Nancy en 2018, un exemplaire de la chaise « Cité » est acquis pour la somme de 50 000 euros, un lit d'étudiant est enlevé au prix de 35 000 euros, et deux chaises de type « Standard » sont adjugées pour 15 000 euros. En 2014, la table dite « Aile d'avion » est vendue aux enchères à un collectionneur privé pour 1,24 million d'euros. L'année suivante, une table de réfectoire universitaire est adjugée pour 1,29 million d'euros à Paris, établissant alors un record pour une œuvre du designer français.